# Eupithecia velutipennis
Eupithecia velutipennis är en fjärilsart som beskrevs av Claude Herbulot 1986. Eupithecia velutipennis ingår i släktet Eupithecia och familjen mätare. Inga underarter finns listade i Catalogue of Life.